# Greg Morrison
Greg Morrison (1965) è un compositrice e paroliera canadese.

## Biografia
Greg Morrison è noto soprattutto per aver scritto a quattro mani con Lisa Lambert la musica e i testi del musical The Drowsy Chaperon, debuttato a Broadway nel 2006. Lo show gliè valso il Drama Desk Award alla migliore colonna sonora, il Drama Desk Award ai migliori testi e il Tony Award alla migliore colonna sonora originale.